# Літургія Тадея і Марія
Літу́ргія Таде́я і Ма́рія — одна з 3-х літургій в християнстві східно-сирійського обряду. Використовується в Ассирійській церкві Сходу, а також східних католицьких церквах — Халдейській і Сиро-Малабарській. Названа честь апостола Тадея (святого Аддая), та його учня, патріарха Марія (святого Марі). Найбільш поширена в літургійному році. Правиться від Великої суботи включно до період Благовіщення (за 4 неділі до Різдва Христового). Євхаристійна молитва є однією з найстаріших у християнстві.